# مانيل نافارو
مانيل نافارو كيسادا (بالإسبانية: Manel Navarro)‏ (مواليد 7 مارس 1996) مغني وكاتب أغاني إسباني مثل إسبانيا في مسابقة الأغنية الأوروبية 2017 بأغنية "Do It for Your Lover" واحتل المركز 26 في النهائي.